# A. G. Wallin
Anders Gustaf Wallin, född 3 november 1803 i Norra Sandsjö socken, död 12 januari 1882 i Karlshamn, var en svensk skådespelare och teaterdirektör. Han var ledare för sitt eget teatersällskap 1839–1850.

## Biografi
Wallin nämns som medlem av Erik Wilhelm Djurströms sällskap då detta besökte Göteborg 1824 och var engagerad i denna trupp i omkring femton år framåt. Han övertog A. P. Berggrens teatersällskap 1839 och ledde sedan med framgång sitt eget teatersällskap. Han överlät år 1850 sitt teatersällskap på Oscar Andersson (skådespelare) och ska då ha slagit sig ned som hotellvärd i Karlshamn.  
Wallin drog inte till sig så mycket uppmärksamhet som skådespelare, men som teaterdirektör fick hans större betydelse och ledde ett teatersällskap som under 1840-talet tillhörde de mer respekterade.  
Han har fått beskrivningen: 
"...en fryntlig man med öppet, gladt ansigte och godmodig blick; han beskrifves såsom något brytande på sin smålands-dialekt, en olägenhet som icke var af särdeles god verkan vid återgifvande af stora hjelteroller. Klen skådespelare, men utmärkt ekonom och god menniska, gjorde han sig sedermera bemärkt såsom ledare af en egen aktad trupp."
I en dödsruna i Tidningen Kalmar den 16 januari 1882 sägs om honom att han var: 
”under många år direktör för ett af de mest ansedda teatersällskapen och hade en mängd vänner och bekanta på skilda håll inom riket. Sedan han afslutat sin konstnärsbana, slog han sig ned i Carlshamn såsom hotellwärd, i hwilken egenskap han gjorde sig wärderad för den utmärkta ordning, han upprätthöll inom sitt hotell.”
Han var före 1831 gift med kollegan E. Charlotta Bjur (1799-), dotter till aktörerna Anders Didrik Bjur och Maria Elisabet Bjur, som nämns första gången som hjältinneaktör hos Johan Anton Lindqvist 1818 och nio år senare som primadonna hos Erik Wilhelm Djurström innan Charlotta Djurström fick sitt genombrott.
A.G. Wallin blev 78 år.